# Broutage
Pour les articles homonymes, voir Brouteur.

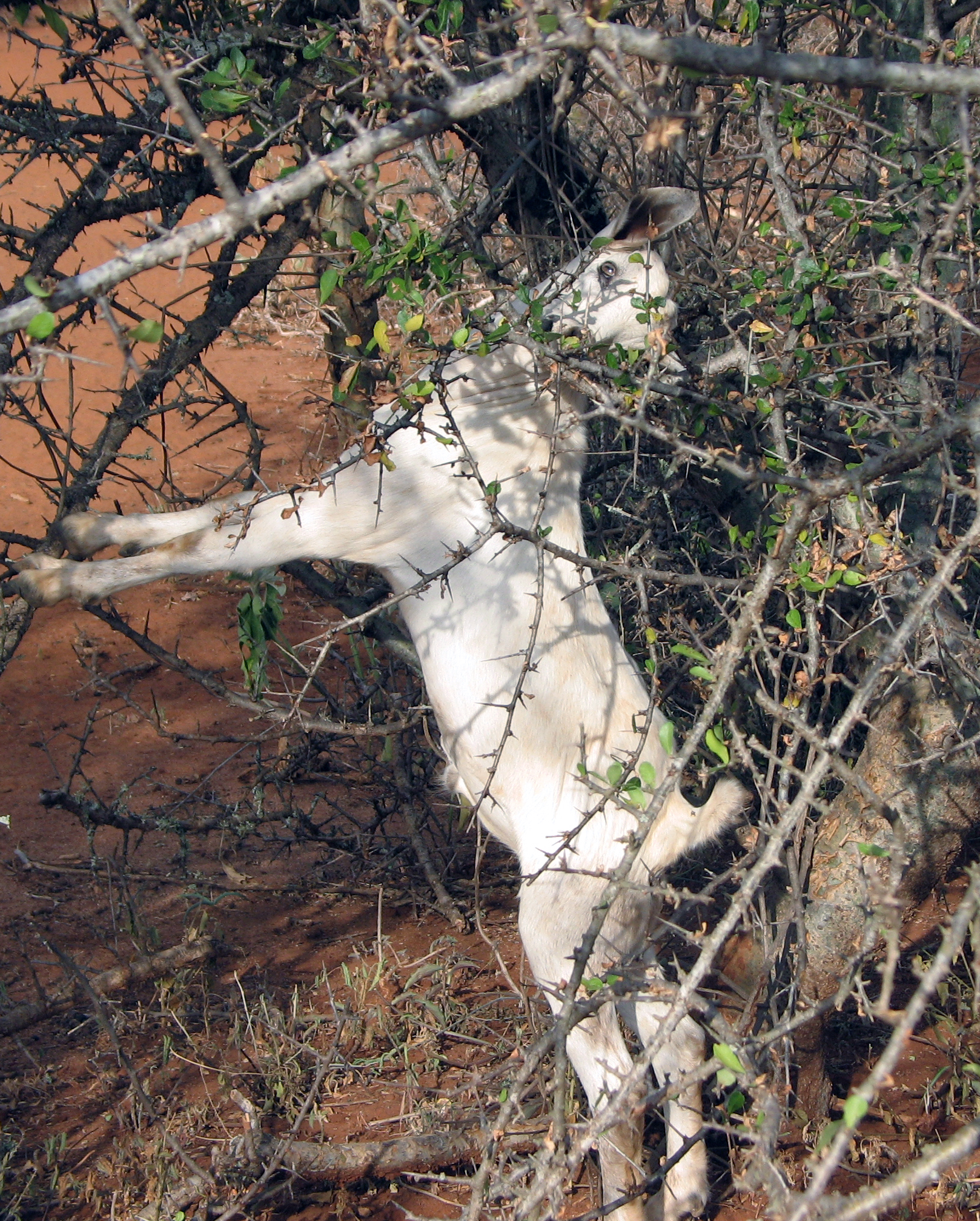
Chèvre en train de brouter des feuilles.

Le broutage est une stratégie alimentaire de grands animaux herbivores terrestres (animaux « brouteurs » sauvages et domestiques) qui se nourrissent de feuilles, de pousses ou de fruits de végétation haute, généralement des plantes ligneuses telles que des arbustes. Cette stratégie concerne aussi de plus petits animaux marins ou terrestres appelés brouteurs ou racleurs.
Le broutage se distingue du pâturage généralement associé aux grands herbivores qui se nourrissent d'herbes ou de végétation basse (animaux « paisseurs »).Le broutage se distingue aussi  de la consommation d'aliments mixtes (animaux « mangeurs mixtes ») dont le comportement alimentaire résulte de contraintes saisonnières, notamment en ce qui concerne les espèces se trouvant en altitude, selon la classification de Reinhold Hofmann,. 
Ces comportements alimentaires des ruminants se retrouvent chez les chèvres qui de préférence broutent les ramilles des arbrisseaux et les moutons qui de préférence pâturent l'herbe.
Au sens plus étroit, le broutage caractérise les herbivores phyllophages. Au sens plus large, le broutage inclut le pâturage, désignant aussi bien le fait de se nourrir de végétation basse que haute. Le broutage qui caractérise l'herbivorie est également utilisé en synonyme de broutement, et d'abroutissement lorsqu'il concerne les herbivores sauvages. 

## Histoire évolutive

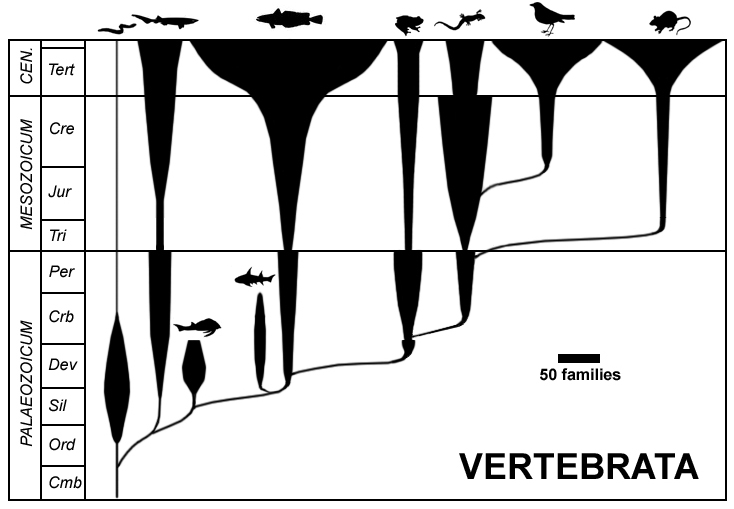
Évolution des vertébrés selon un diagramme axial représentant les cinq grandes classes (poissons, amphibiens, reptiles, oiseaux et mammifères). La largeur des axes indique le nombre de familles dans chaque classe. Les mammifères ongulés se sont adaptés à la progressive extension des prairies au cours de l'ère tertiaire.

Au début du Crétacé, les mammifères sont peu nombreux et peu diversifiés, et n'ont que peu d'importance dans le règne animal : animaux nocturnes de la taille d'une souris, ils sont surtout insectivores et carnivores. 
L'extinction Crétacé-Tertiaire entraîne la disparition de 12 des 18 lignées de mammifères. Survivent essentiellement de petits mammifères rongeurs omnivores qui se nourrissent de vers et d'insectes (animaux décomposeurs vivant dans l'humus et moins touchés par ces extinctions), et des plantes à fleurs, végétaux moins affectés durablement par cette crise. Dès lors, ces mammifères colonisent quantité de niches écologiques laissées vacantes par la disparition d'autres animaux, se diversifient et se répandent à travers le globe au Cénozoïque. 
Au paléocène, la meilleure accessibilité et digestibilité des fruits par rapport au feuillage favorise le développement de mammifères frugivores dans des forêts denses. L'accroissement en taille des mammifères (corrélée à l'allongement de leur tube digestif qui favorise l'assimilation des herbes peu digestibles), le développement de chambres de digestion volumineuses et spécialisées (panse, cæcum avec leur microbiote ayant la capacité de digérer la cellulose) et l'acquisition d'une denture hypsodonte résistante au pouvoir abrasif des graminées possédant des grains de silice (phytolithes), entraîne le déclin des mammifères frugivores au profit des herbivores brouteurs puis, au cours du Miocène qui coïncide avec l'explosion radiative des écosystèmes herbacés (l'assèchement du climat entraîne la régression des forêts au profit des prairies), des herbivores paisseurs.
« Au sein des grands herbivores, les espèces se positionnent sur un gradient allant des herbivores sélectifs de type brouteur aux herbivores généralistes de type paisseur, et sur un gradient de gestion de l'énergie, allant des espèces n'accumulant pas de réserves graisseuses à celles qui le font, en général face à une variabilité des ressources saisonnières. Le gradient brouteur/paisseur est directement lié aux tactiques d'exploitation des ressources et aux habitats utilisés. Alors que les brouteurs tendent à se nourrir à partir de bourgeons ou de jeunes feuilles d'arbre, dans des milieux à dominante forestière, les grands herbivores paisseurs sont en général moins sélectifs et se nourrissent de plantes herbacées, monocotylédones et dicotylédones, dans des habitats plutôt ouverts ».

## Le processus de broutage

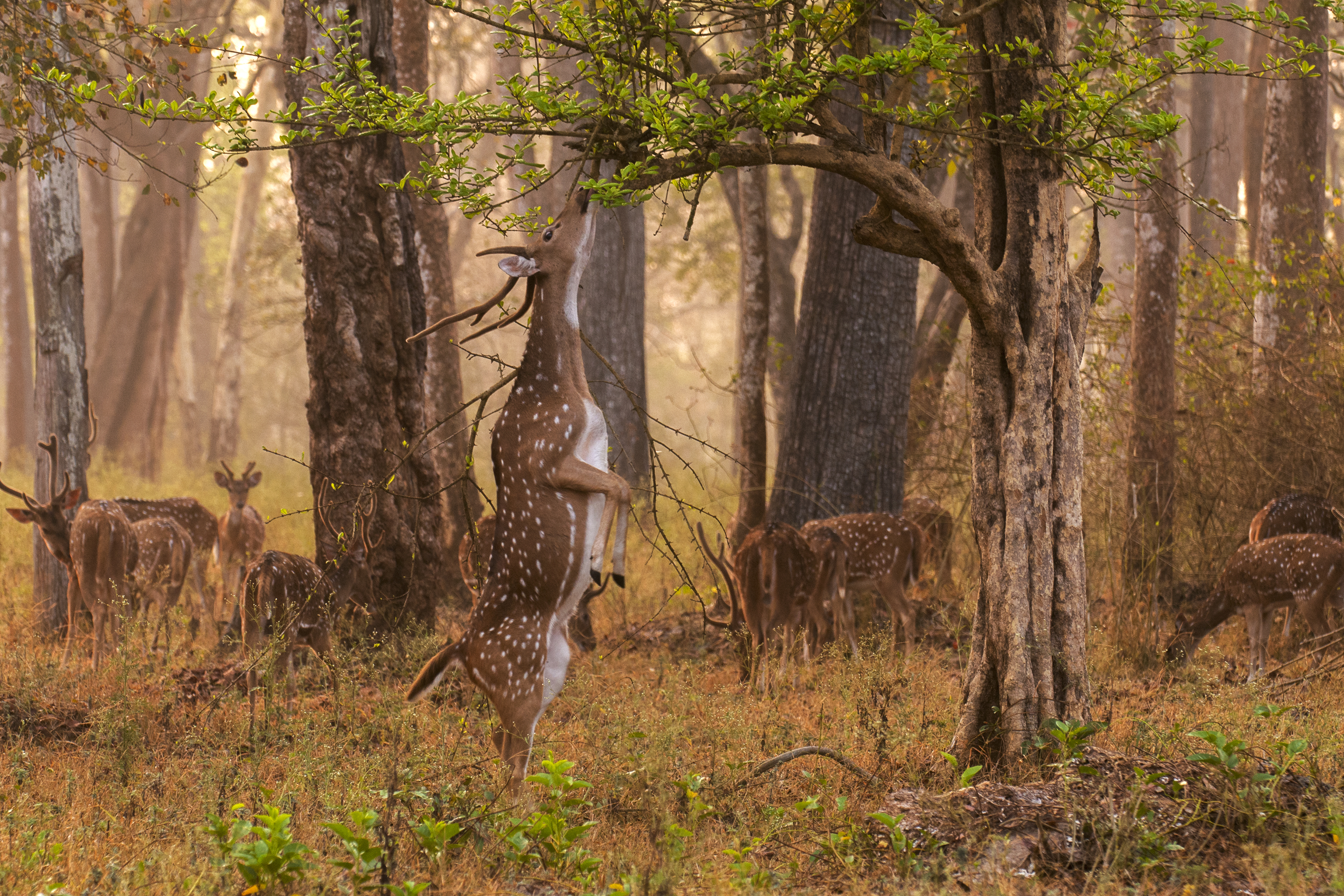
Un cerf axis (Axis axis) dans le Parc national de Nagarhole (Inde). Il existe une relation positive entre la hauteur de broutage des végétaux et la hauteur au garrot des herbivores.

Chez les ruminants, « le broutage associe recherche et manipulation de l’herbe. La recherche comprend les déplacements de l’animal dans son environnement et les processus cognitifs et sensoriels impliqués dans la décision de prendre une bouchée en un endroit précis de la parcelle. Les activités de manipulation comprennent la préhension de l’herbe, sa mastication, et sa déglutition. La préhension de l’herbe consiste à ramener l’herbe dans la bouche par des mouvements de la tête, des mâchoires, de la langue (bovins), des lèvres (ovins), et à la cisailler ». 
Chez les gros ruminants (bovins, girafes, antilopes..), la langue protractile est étirée afin de rabattre l’herbe. La bouchée (appelée prise alimentaire ou prise de nourriture) est pincée entre les incisives de la mandibule (généralement huit dents, très inclinées en dehors) et le bourrelet dentaire (bourrelet gingival maxillaire cartilagineux remplaçant les incisives de la mâchoire supérieure), puis arrachée grâce à un mouvement de recul de tête. Les bovins réalisent de 40 à 70 prises par minute, en fonction des caractéristiques de l'herbe (sa hauteur, son taux de matière sèche).  
La facilitation sociale (en) (appelée aussi allélomimétisme, comportement allélomimétique ou contagieux) joue un rôle important dans le comportement d'ingestion chez ces animaux grégaires : la vue d'un membre du troupeau en train de brouter induit une synchronisation des activités alimentaires : chez les bovins, cela se traduit par deux pics d’ingestion impliquant pratiquement tout le troupeau, et qui « ont lieu au lever et au coucher du soleil. Le pic le plus important (en durée et en quantités ingérées) est celui du soir, entre 15h00 et 18h00 ». Le rythme de l'alimentation, dépendant de plusieurs facteurs (quantité et qualité des aliments, stade physiologique des animaux, conditions d'alimentation et de logement, saison et climat), se caractérise généralement par 10 à 15 repas par jour (occupant 5 à 9 heures par jour), 12 à 18 périodes de rumination (occupant entre 5 et 10 heures), ce qui fait que les activités de mastication (comprenant les périodes d'ingestion et, en station couchée, de rumination) occupent plus de 60 % de la journée des animaux. 
Les équidés se servent de leur langue et de leurs incisives inférieures et supérieures, la présence de ces dernières permettant une tonte plus rase que les 2-3 cm des bovins. Les petits ruminants (ovins, caprins) utilisent leurs lèvres mobiles (dans une moindre mesure leur langue) pour ramener l'herbe et leurs incisives inférieures fines et coupantes pour sectionner l'herbe très bas, ce qui leur permet de tirer parti de pâturages pauvres mais peut entraîner un risque de surpâturage.
Le broutage concerne aussi de plus petits animaux marins ou terrestres appelés brouteurs ou racleurs. Ces animaux  sont dotés de pièces buccales très spécialisées  munies de brosses, raclettes, gouges, curettes et râpes chez les insectes de divers ordres, radula chez les mollusques, mâchoires broyeuses chez les polychètes ou les crustacés amphipodes, coups de dents des poissons brouteurs comme le mulet ou la saupe, leur permettant de racler le substrat et de détacher des particules qui seules sont ingérées (algues, posidonies, voire des coraux par les poissons-perroquets ou les poissons-papillons armés d'une mâchoire formée de centaines de dents soudées en une sorte de bec).

## Les conséquences du broutage sur la biodiversité
Les herbivores, en retirant une partie des plantes, réduisent la compétition spatiale entre celles-ci, menant dans certaines circonstances à un gain en biodiversité, c’est-à-dire une « niche de broutage ». Certaines espèces de plantes bénéficient du broutage, puisque le broutage les poussent à ramifier et croître davantage : un phénomène connu sous le nom de surcompensation. En revanche, ce processus de sélection retarde la croissance des plantes consommées par rapport aux autres. Ce processus a des répercussions majeures sur l'avenir des communautés végétales, particulièrement en milieu forestier, puisqu'il favorise l'établissement et le maintien d'espèces comme les fougères et les graminées . À terme, un écosystème forestier sévèrement affecté par les herbivores se transforme graduellement en savanes .